# Lijst van steden in Mississippi
Lijst van plaatsen met de city-status in Mississippi.

## A
- Aberdeen
- Amory

## B
- Baldwyn
- Batesville
- Bay St. Louis
- Bay Springs
- Belzoni
- Biloxi
- Booneville
- Brandon
- Brookhaven

## C
- Canton
- Carthage
- Charleston
- Clarksdale
- Cleveland
- Clinton
- Collins
- Columbia
- Columbus
- Corinth
- Crystal Springs

## D
- D'Iberville
- Drew
- Durant

## E
- Ellisville
- Eupora

## F
- Fayette
- Flowood
- Forest
- Fulton

## G
- Gautier
- Greenville
- Greenwood
- Grenada
- Gulfport

## H
- Hattiesburg
- Hazlehurst
- Hernando
- Hollandale
- Holly Springs
- Horn Lake
- Houston

## I
- Indianola
- Itta Bena
- Iuka

## J
- Jackson

## K
- Kosciusko

## L
- Laurel
- Leland
- Lexington
- Long Beach
- Louisville
- Lucedale
- Lumberton

## M
- McComb
- Macon
- Madison
- Magee
- Magnolia
- Marks
- Mendenhall
- Meridian
- Moorhead
- Morton
- Moss Point
- Mound Bayou

## N
- Natchez
- Nettleton
- New Albany
- Newton

## O
- Ocean Springs
- Okolona
- Olive Branch
- Oxford

## P
- Pascagoula
- Pass Christian
- Pearl
- Pelahatchie
- Petal
- Philadelphia
- Picayune
- Pontotoc
- Poplarville
- Port Gibson
- Purvis

## Q
- Quitman

## R
- Raymond
- Richland
- Ridgeland
- Ripley
- Robinsville
- Rolling Fork
- Rosedale
- Ruleville

## S
- Saltillo
- Senatobia
- Shaw
- Shelby
- Southaven
- Starkville

## T
- Tupelo

## V
- Verona
- Vicksburg

## W
- Water Valley
- Waveland
- Waynesboro
- West Point
- Wiggins
- Winona

## Y
- Yazoo City